# Тиберий Юлий Аспург
Тиберий Юлий Аспург (на гръцки: Τιβέριος Ἰούλιος Ἀσποῦργoς Φιλορώμαιος, Philoromaios; на латински: Tiberius Julius Aspurgus Philoromaios, вт. пол. на I в. пр. Хр. – първ. пол. на I в. сл. Хр., † 38 г.) е владетел и римски клиент-цар на Боспорското царство през ок. 14/15 – 37/38 г.

## Произход и управление
Аспург е син на цар Асандър († ок. 16 г. пр. Хр.) и Динамия, дъщеря на Фарнак II.
През 17 г. пр. Хр. баща му умира и майка му се жени за узурпатора Скрибоний и след неговото убийството за Полемон I през 14 г. пр. Хр. След смъртта на Полемон I Аспург последва доведения си баща на трона. Той получава в края на 14 г. сл. Хр. от император Тиберий царска титла и римско гражданство и името Tiberios Ioulios. Така той основава династията Аспургиди.
Аспург умира през 38 г.

## Фамилия
Аспург се жени за траийската принцеса Гепепирис, дъщеря на тракийския цар Котис VIII и на съпругата му Антония Трифена, дъщеря на понтийския владетел Полемон I. Тя му ражда двама сина:
- Тиберий Юлий Митридат (Митридат III Боспорски), упр. 38/39 – 44 г.
- Тиберий Юлий Котис I (Котис I Боспорски), упр. 45 – 69 г.

След неговата смърт Гепепирис управлява с техния първороден син.